# Exhyalanthrax perpusillus
Exhyalanthrax perpusillus är en tvåvingeart som först beskrevs av Austen 1937.  Exhyalanthrax perpusillus ingår i släktet Exhyalanthrax och familjen svävflugor. Inga underarter finns listade i Catalogue of Life.